# Công ty cổ phần Phim truyện I
Hãng Phim truyện I với tên gọi hiện tại là Công ty cổ phần Phim truyện I (tiếng Anh: Film No.1 Joint stock Company) là một doanh nghiệp điện ảnh nhà nước trực thuộc Bộ Văn hóa, Thể thao và Du lịch Việt Nam thành lập theo quyết định số 240/VH-QĐ ban hành ngày 05 tháng 03 năm 1990. Công ty hoạt động theo mô hình và cơ chế trực tuyến, gọn nhẹ nhằm đáp ứng với cơ chế thị trường theo định hướng xã hội chủ nghĩa, có sự điều tiết của Nhà nước.

## Hoạt dộng
Năm 2010, Hãng phim truyện I là đơn vị sản xuất phim đầu tiên trong ngành chuyển đổi thành Công ty Cổ phần với 60% vốn của Nhà nước Việt Nam. Lúc đầu nhà nước chiếm 40% cổ phần, còn 60% bán ra ngoài nhưng không bán hết nên cuối cùng nhà nước phải nhận thêm 20% là 60%.
Với ảnh hưởng từ đại dịch COVID-19, doanh thu của công ty năm 2020 chỉ đạt gần 5 tỷ đồng, lợi nhuận 0 đồng. Năm 2021, dù doanh thu đạt lên tới 11,8 tỉ đồng nhưng công ty vẫn lỗ ròng 9,2 triệu đồng. Sang năm 2022, công ty kinh doanh khởi sắc khi đạt doanh thu 13,1 tỉ đồng, lợi nhuận sau thuế 25,3 triệu đồng. Đến tháng 6 năm 2023, cả Công ty Phim truyện I có vốn điều lệ 14 tỷ đồng. Cuối năm 2023, Tổng Công ty Đầu tư và Kinh doanh Vốn Nhà nước (SCIC) cho biết sẽ thực hiện chào bán cạnh tranh toàn bộ 840.910 cổ phần Công ty cổ phần Phim truyện I, tương ứng 59,95% vốn cho các nhà đầu tư trong nước.

## Nhân sự tiêu biểu

### Giám đốc
- Hoàng Tích Chỉ

- Đặng Tất Bình (2006 - 2013)

### Chủ tịch Hội đồng quản trị
- Đặng Tất Bình (2013 - )
- Nguyễn Minh Phương (2021 - đương nhiệm)

### Nhân sự khác
- Trần Phương
- Phi Tiến Sơn
- Nguyễn Hữu Mười
- Bùi Thạc Chuyên
- Đào Duy Phúc
- Phạm Thanh Hà

## Danh sách phim
| Năm  | Tựa đề                       | Đạo diễn                       | Hình thưc            | Chú thích |
| ---- | ---------------------------- | ------------------------------ | -------------------- | --------- |
| 1989 | Dòng sông hoa trắng          | Trần Phương                    | Điện ảnh             |           |
| 1990 | Người đàn bà bị săn đuổi     | Hoàng Tích Chỉ                 | Điện ảnh             |           |
| 1991 | Vĩnh biệt đàn bà             | Châu Huế                       | Phim video           |           |
| 1991 | Người sót lại của rừng cười  | Trần Phương                    | Điện ảnh             |           |
| 1991 | Tiểu thư Yến Ngọc            | Hoài Linh                      | Phim video           |           |
| 1992 | Bến bờ khát vọng             |                                | Phim video           |           |
| 1992 | Người đi tìm dĩ vãng         | Trần Phương, Tất Bình          | Điện ảnh             |           |
| 1994 | Khách ở quê ra               | Đức Hoàn                       | Điện ảnh             |           |
| 1995 | Những người sống bên tôi     | Đặng Tất Bình                  | Truyền hình ngắn tập |           |
| 1995 | 12A và 4H                    | Bùi Thạc Chuyên                | Điện ảnh truyền hình |           |
| 1995 | Bông hoa rừng Sác            | Hoàng Tích Chỉ, Trần Phương    | Điện ảnh             |           |
| 1996 | Vành trăng khuyết            | Trần Phương                    | Điện ảnh             |           |
| 1996 | Những tháng ngày đẹp         |                                |                      |           |
| 1996 | Hạnh phúc qua đám mây mầu    | Hà Văn Trọng, Nguyễn Huy Hoàng | Điện ảnh             |           |
| 1997 | Hôn nhân không giá thú       | Phạm Lộc                       | Điện ảnh             |           |
| 1997 | Lời thì thầm của chiến tranh | Nguyễn Quang, Tú Mai           | Điện ảnh             |           |
| 1997 | Mây trắng ánh sao            | Nguyễn Thế Vĩnh                | Điện ảnh truyền hình |           |
| 1998 | Trăng trên đất khách         | Đặng Tất Bình                  | Điện ảnh             |           |
| 1998 | Tiếng sáo ly hương           | Trần Phương                    | Điện ảnh             |           |
| 1999 | Dưới tán rừng lặng lẽ        | Nguyễn Quang                   | Điện ảnh             |           |
| 1999 | Người thổi tù và hàng tổng   | Phi Tiến Sơn                   | Truyền hình ngắn tập |           |
| 2000 | Vào Nam ra Bắc               | Phi Tiến Sơn                   | Điện ảnh             |           |
| 2000 | Cái tát sau cánh gà          | Đặng Tất Bình                  | Điện ảnh             |           |
| 2000 | Người đi tìm giấc mơ         | Nguyễn Thế Vĩnh                | Điện ảnh             |           |
| 2002 | Lưới trời                    | Phi Tiến Sơn                   | Điện ảnh             |           |
| 2003 | Khi người ta yêu             | Trần Phương                    | Điện ảnh             |           |
| 2003 | Bích câu kỳ ngộ              | Nguyễn Hoàng Linh              | Phim ngắn            |           |
| 2003 | Trò đùa của thiên lôi        | Nguyễn Quang                   | Điện ảnh             |           |
| 2004 | Hải Quỳ                      | Nguyễn Thế Vĩnh                | Điện ảnh             |           |
| 2005 | Sống trong sợ hãi            | Bùi Thạc Chuyên                | Điện ảnh             |           |
| 2005 | Cầu ông Tượng                | Phi Tiến Sơn                   | Điện ảnh             |           |
| 2005 | Chuyện của Pao               | Ngô Quang Hải                  | Điện ảnh             |           |
| 2006 | Sinh mệnh                    | Đào Duy Phúc                   | Điện ảnh             |           |
| 2007 | Chớp mắt cùng số phận        | Lê Ngọc Linh                   | Điện ảnh             |           |
| 2007 | Hoài vũ trắng                | Đào Duy Phúc                   | Điện ảnh             |           |
| 2008 | Chơi vơi                     | Bùi Thạc Chuyên                | Điện ảnh             |           |
| 2010 | Hoa đào                      | Nguyễn Thế Vĩnh                | Điện ảnh             |           |
| 2011 | Huyền sử thiên đô            | Tất Bình, Phạm Thanh Phong     | Truyền hình dài tập  |           |
| 2013 | Thái sư Trần Thủ Độ          | Đào Duy Phúc                   | Truyền hình dài tập  |           |
| 2014 | Đam mê                       | Phi Tiến Sơn                   | Điện ảnh             |           |
| 2015 | Trên đỉnh bình yên           | Nguyễn Hữu Mười                | Điện ảnh             |           |
| 2019 | Lính chiến                   | Nguyễn Mạnh Hà                 | Điện ảnh             |           |
| 2021 | Phượng Cháy                  | Nguyễn Mạnh Hà                 | Điện ảnh             |           |
| 2021 | Tình yêu vô hình             | Quách Tường                    | Điện ảnh             |           |
| 2023 | Đào, phở và piano            | Phi Tiến Sơn                   | Điện ảnh             |           |
| 2024 | Bà già đi bụi                | Trần Chí Thành                 | Điện ảnh             |           |